# Olympische Sommerspiele 1948/Teilnehmer (Argentinien)
| Gelbes Symbol für Goldmedaillen mit stilisierten Olympischen Ringen | Graues Symbol für Silbermedaillen mit stilisierten Olympischen Ringen | Braundes Symbol für Bronzemedaillen mit stilisierten Olympischen Ringen |
| ------------------------------------------------------------------- | --------------------------------------------------------------------- | ----------------------------------------------------------------------- |
| 3                                                                   | 3                                                                     | 1                                                                       |

Argentinien nahm an den Olympischen Sommerspielen 1948 in London mit einer Delegation von 199 Athleten (188 Männer und 11 Frauen) an 101 Wettkämpfen in 16 Sportarten teil.
Die argentinischen Sportler gewannen je drei Gold- und Silbermedaillen sowie eine Bronzemedaille. Olympiasieger wurden die Boxer Pascual Pérez im Fliegengewicht und Rafael Iglesias im Schwergewicht sowie der Leichtathlet Delfo Cabrera im Marathon. Fahnenträger bei der Eröffnungsfeier war der Schwimmer Alfredo Yantorno.

## Teilnehmer nach Sportarten

### Basketball
- 15. Platz
Arturo Ruffa
Bruno Varani
Jorge Nuré
Juan Carlos Uder
León Martinetti
Leopoldo Contarbio
Manuel Guerrero
Oscar Pérez
Oscar Furlong
Raúl Calvo
Rafael Lledó
Ricardo González
Rubén Menini
Tomás Vío

### Boxen
- Pascual Pérez
Fliegengewicht: Gold

- Arnoldo Parés
Bantamgewicht: im Achtelfinale ausgeschieden

- Francisco Núñez
Federgewicht: 4. Platz

- Manuel López
Leichtgewicht: im Achtelfinale ausgeschieden

- Eladio Herrera
Weltergewicht: im Viertelfinale ausgeschieden

- Héctor García
Mittelgewicht: im Achtelfinale ausgeschieden

- Mauro Cía
Halbschwergewicht: Bronze

- Rafael Iglesias
Schwergewicht: Gold

### Fechten
Männer
- Félix Galimi
Florett: im Halbfinale ausgeschieden
Florett Mannschaft: 5. Platz

- Manuel Torrente
Florett: im Viertelfinale ausgeschieden
Florett Mannschaft: 5. Platz

- Fulvio Galimi
Florett: im Viertelfinale ausgeschieden
Florett Mannschaft: 5. Platz

- José Rodríguez
Florett Mannschaft: 5. Platz

- Raúl Saucedo
Degen: im Halbfinale ausgeschieden
Degen Mannschaft: im Viertelfinale ausgeschieden

- Antonio Villamil
Degen: im Viertelfinale ausgeschieden
Degen Mannschaft: im Viertelfinale ausgeschieden

- Vito Simonetti
Degen: im Viertelfinale ausgeschieden
Degen Mannschaft: im Viertelfinale ausgeschieden

- Floro Díaz
Degen Mannschaft: im Viertelfinale ausgeschieden

- Jorge Balza
Degen Mannschaft: im Viertelfinale ausgeschieden

- Adolfo Guido Lavalle
Degen Mannschaft: im Viertelfinale ausgeschieden

- Edgardo Pomini
Säbel: im Viertelfinale ausgeschieden
Säbel Mannschaft: 5. Platz

- Fernando Huergo
Säbel: im Viertelfinale ausgeschieden
Säbel Mannschaft: 5. Platz

- Jorge Cermesoni
Säbel: im Viertelfinale ausgeschieden
Säbel Mannschaft: 5. Platz

- Manuel Agüero
Säbel Mannschaft: 5. Platz

- José D’Andrea
Säbel Mannschaft: 5. Platz

- Daniel Sande
Säbel Mannschaft: 5. Platz

Frauen
- Irma de Antequeda
Florett: im Viertelfinale ausgeschieden

- Elsa Irigoyen
Florett: im Viertelfinale ausgeschieden

- Nélida Fullone
Florett: in der 1. Runde ausgeschieden

### Gewichtheben
- Alfonso Fiorentino
Federgewicht: 21. Platz

- Salvador Lopresti
Leichtgewicht: 18. Platz

- Hugo D’Atri
Leichtgewicht: 20. Platz

- Julio Bonnet
Mittelgewicht: 18. Platz

- Juan Rosso
Mittelgewicht: 20. Platz

- Osvaldo Forte
Halbschwergewicht: 5. Platz

- Hugo Vallarino
Schwergewicht: 11. Platz

- Leopoldo Briola
Schwergewicht: 13. Platz

### Hockey
- 5. Platz
Roberto Anderson
Luis Bianchi
Juan Brigo
Carlos Mercali
Roberto Márquez
Tommie Quinn
Valerio Sánchez
Luis Scally
Tommy Scally
Tomás Wade
Jorge Wilson
Antonio Zucchi

### Leichtathletik
Männer
- Gerardo Bönnhoff
100 m: im Viertelfinale ausgeschieden
200 m: im Viertelfinale ausgeschieden
4-mal-100-Meter-Staffel: im Vorlauf ausgeschieden

- Fernando Lapuente
100 m: im Vorlauf ausgeschieden
4-mal-100-Meter-Staffel: im Vorlauf ausgeschieden

- Carlos Isaac
100 m: im Vorlauf ausgeschieden
4-mal-100-Meter-Staffel: im Vorlauf ausgeschieden

- Guillermo Geary
200 m: im Vorlauf ausgeschieden
400 m: im Vorlauf ausgeschieden

- Antonio Pocoví
400 m: im Vorlauf ausgeschieden
4-mal-400-Meter-Staffel: im Vorlauf ausgeschieden

- Guillermo Evans
400 m: im Vorlauf ausgeschieden
4-mal-400-Meter-Staffel: im Vorlauf ausgeschieden

- Adán Torres
800 m: im Vorlauf ausgeschieden

- Guillermo Avalos
800 m: im Vorlauf ausgeschieden
4-mal-400-Meter-Staffel: im Vorlauf ausgeschieden

- Melchor Palmeiro
1500 m: im Vorlauf ausgeschieden

- Ricardo Bralo
10.000 m: Rennen nicht beendet

- Eusebio Guiñez
10.000 m: Rennen nicht beendet
Marathon: 5. Platz

- Delfo Cabrera
Marathon: Gold

- Alberto Sensini
Marathon: 9. Platz

- Alberto Triulzi
110 m Hürden: 4. Platz

- Hermenegildo Alberti
400 m Hürden: im Halbfinale ausgeschieden
4-mal-400-Meter-Staffel: im Vorlauf ausgeschieden

- Sixto Ibáñez
50 km Gehen: Rennen nicht beendet

- Alberto Biedermann
4-mal-100-Meter-Staffel: im Vorlauf ausgeschieden

- Enrique Kistenmacher
Weitsprung: 10. Platz
Zehnkampf: 4. Platz

- Emilio Malchiodi
Kugelstoßen: ohne gültige Weite
Diskuswurf: 18. Platz

- Juan Kahnert
Kugelstoßen: ohne gültige Weite

- Juan Fusé
Hammerwurf: 20. Platz

- Ricardo Héber
Speerwurf: 13. Platz

Frauen
- Noëmi Simonetto de Portela
100 m: im Vorlauf ausgeschieden
80 m Hürden: im Halbfinale ausgeschieden
Weitsprung: Silber

- Ingeborg Mello
Kugelstoßen: 9. Platz
Diskuswurf: 8. Platz

### Moderner Fünfkampf
- Enrique Wirth
Einzel: 11. Platz

- Augusto Premoli
Einzel: 21. Platz

- Horacio Siburu
Einzel: 32. Platz

### Radsport
- Ceferino Peroné
Straßenrennen: 21. Platz
Straße Mannschaftszeitfahren: 7. Platz

- Dante Benvenuti
Straßenrennen: 22. Platz
Straße Mannschaftszeitfahren: 7. Platz

- Miguel Sevillano
Straßenrennen: 23. Platz
Straße Mannschaftszeitfahren: 7. Platz

- Mario Mathieu
Straßenrennen: Rennen nicht beendet
Straße Mannschaftszeitfahren: 7. Platz

- Clodomiro Cortoni
Bahn Sprint: in der 3. Runde ausgeschieden

- Jorge Sobrevila
Bahn 1000 m Zeitfahren: 13. Platz

- Óscar Giacché
Bahn Tandem: 10. Platz

- Miguel Passi
Bahn Tandem: 10. Platz

- Roberto Guerrero
Bahn 4000 m Mannschaftsverfolgung: in der 2. Runde ausgeschieden

- Julio Alba
Bahn 4000 m Mannschaftsverfolgung: in der 2. Runde ausgeschieden

- Ambrosio Aimar
Bahn 4000 m Mannschaftsverfolgung: in der 2. Runde ausgeschieden

- Enrique Molina
Bahn 4000 m Mannschaftsverfolgung: in der 2. Runde ausgeschieden

### Reiten
- Justo Iturralde
Dressur: 11. Platz
Dressur Mannschaft: 4. Platz

- Humberto Terzano
Dressur: 16. Platz
Dressur Mannschaft: 4. Platz

- Oscar Goulú
Dressur: 17. Platz
Dressur Mannschaft: 4. Platz

- Rafael Campos
Springreiten: 15. Platz
Springreiten Mannschaft: ausgeschieden

- Néstor Alvarado
Springreiten: ausgeschieden
Springreiten Mannschaft: ausgeschieden

- Pascual Pistarini
Springreiten: ausgeschieden
Springreiten Mannschaft: ausgeschieden

- Francisco Carrere
Vielseitigkeit: 10. Platz
Vielseitigkeit Mannschaft: ausgeschieden

- Julio César Sagasta
Vielseitigkeit: 18. Platz
Vielseitigkeit Mannschaft: ausgeschieden

- José Manuel Sagasta
Vielseitigkeit: ausgeschieden
Vielseitigkeit Mannschaft: ausgeschieden

### Ringen
- Manuel Varela
Fliegengewicht, griechisch-römisch: in der 3. Runde ausschieden

- Elvidio Flamini
Bantamgewicht, griechisch-römisch: 5. Platz

- Omar Blebel
Federgewicht, griechisch-römisch: in der 2. Runde ausschieden

- Luis Rosado
Leichtgewicht, griechisch-römisch: in der 2. Runde ausschieden

- Alberto Longarella
Weltergewicht, griechisch-römisch: in der 3. Runde ausschieden

- Alberto Bolzi
Mittelgewicht, griechisch-römisch: in der 2. Runde ausschieden

- Adolfo Ramírez
Halbschwergewicht, griechisch-römisch: in der 2. Runde ausschieden

- Ernesto Noya
Schwergewicht, griechisch-römisch: in der 2. Runde ausschieden

### Rudern
- Tranquilo Cappozzo
Einer: im Halbfinale ausgeschieden

- Angel Malvicino
Doppel-Zweier: im Viertelfinale ausgeschieden

- Teodoro Nölting
Doppel-Zweier: im Viertelfinale ausgeschieden

- Oscar Moreno
Zweier ohne Steuermann: im Viertelfinale ausgeschieden

- Carlos Sambuceti
Zweier ohne Steuermann: im Viertelfinale ausgeschieden

- Pedro Towers
Zweier mit Steuermann: im Halbfinale ausgeschieden

- Ramón Porcel
Zweier mit Steuermann: im Halbfinale ausgeschieden

- Juan Parker
Zweier mit Steuermann: im Halbfinale ausgeschieden

- Julio Curatella
Vierer ohne Steuermann: im Viertelfinale ausgeschieden

- Alberto Madero
Vierer ohne Steuermann: im Viertelfinale ausgeschieden

- Óscar Zolezzi
Vierer ohne Steuermann: im Viertelfinale ausgeschieden

- Óscar Almirón
Vierer ohne Steuermann: im Viertelfinale ausgeschieden

- Carlos Semino
Vierer mit Steuermann: in der 2. Runde ausgeschieden

- Carlos Crosta
Vierer mit Steuermann: in der 2. Runde ausgeschieden

- Adolfo Yedro
Vierer mit Steuermann: in der 2. Runde ausgeschieden

- Ítalo Sartori
Vierer mit Steuermann: in der 2. Runde ausgeschieden

- Ricardo Boneo
Vierer mit Steuermann: in der 2. Runde ausgeschieden

- Luis Pechenino
Achter mit Steuermann: im Viertelfinale ausgeschieden

- Juan Antonio Aichino
Achter mit Steuermann: im Viertelfinale ausgeschieden

- Rubén Cabral
Achter mit Steuermann: im Viertelfinale ausgeschieden

- Christian Bove
Achter mit Steuermann: im Viertelfinale ausgeschieden

- Enrique Lingenfelder
Achter mit Steuermann: im Viertelfinale ausgeschieden

- Carlos Amado
Achter mit Steuermann: im Viertelfinale ausgeschieden

- Pascual Batista
Achter mit Steuermann: im Viertelfinale ausgeschieden

- Mario Guerci
Achter mit Steuermann: im Viertelfinale ausgeschieden

- Manuel Fernández
Achter mit Steuermann: im Viertelfinale ausgeschieden

### Schießen
- Enrique Sáenz-Valiente
Schnellfeuerpistole 25 m: Silber

- José Roger
Schnellfeuerpistole 25 m: 45. Platz

- Dionisio Fernández
Schnellfeuerpistole 25 m: 50. Platz

- Federico Grüben
Freie Pistole 50 m: 9. Platz

- Oscar Bidegain
Freie Pistole 50 m: 16. Platz

- Juan Rostagno
Freie Pistole 50 m: 35. Platz

- Pablo Cagnasso
Freies Gewehr Dreistellungskampf 300 m: 12. Platz

- Ricardo Grimau
Freies Gewehr Dreistellungskampf 300 m: 13. Platz

- Abel Ortíz
Freies Gewehr Dreistellungskampf 300 m: 14. Platz

- Julio Nolasco
Kleinkalibergewehr liegend 50 m: 44. Platz

- Antonio Ando
Kleinkalibergewehr liegend 50 m: 48. Platz

- David Schiaffino
Kleinkalibergewehr liegend 50 m: 49. Platz

### Schwimmen
Männer
- Horacio White
100 m Freistil: im Halbfinale ausgeschieden
4-mal-200-Meter-Freistil-Staffel: 6. Platz

- Augusto Cantón
100 m Freistil: im Vorlauf ausgeschieden
4-mal-200-Meter-Freistil-Staffel: 6. Platz

- Alfredo Yantorno
400 m Freistil: 8. Platz
4-mal-200-Meter-Freistil-Staffel: 6. Platz

- José Durañona
400 m Freistil: im Vorlauf ausgeschieden
4-mal-200-Meter-Freistil-Staffel: 6. Platz

- Juan Garay
400 m Freistil: im Vorlauf ausgeschieden
1500 m Freistil: im Vorlauf ausgeschieden
4-mal-200-Meter-Freistil-Staffel: 6. Platz

- Adolfo Mancuso
1500 m Freistil: im Vorlauf ausgeschieden

- Mario Chávez
100 m Rücken: 4. Platz

- José Vegazzi
100 m Rücken: im Vorlauf ausgeschieden

- Federico Neumayer
100 m Rücken: im Vorlauf ausgeschieden

- Carlos Espejo
200 m Brust: im Vorlauf ausgeschieden

- César Benetti
200 m Brust: im Vorlauf ausgeschieden

Frauen
- Eileen Holt
100 m Freistil: im Vorlauf ausgeschieden
400 m Freistil: im Halbfinale ausgeschieden
4-mal-100-Meter-Freistil-Staffel: im Vorlauf ausgeschieden

- Enriqueta Duarte
100 m Freistil: im Vorlauf ausgeschieden
400 m Freistil: im Vorlauf ausgeschieden
4-mal-100-Meter-Freistil-Staffel: im Vorlauf ausgeschieden

- Adriana Camelli
100 m Freistil: im Vorlauf ausgeschieden
4-mal-100-Meter-Freistil-Staffel: im Vorlauf ausgeschieden

- Liliana Gonzalias
100 m Rücken: im Vorlauf ausgeschieden
4-mal-100-Meter-Freistil-Staffel: im Vorlauf ausgeschieden

- Beryl Marshall
100 m Rücken: im Halbfinale ausgeschieden

- Dorotea Turnbull
200 m Brust: im Halbfinale ausgeschieden

### Segeln
- Jorge Brauer
Finn-Dinghy: 17. Platz

- Jorge Piacentini
Star: 16. Platz

- Ángel Carrasco
Star: 16. Platz

- Gastón Cibert
Swallow: 14. Platz

- Silvio Merlo
Swallow: 14. Platz

- Roberto Sieburger
Drachen: 7. Platz

- Jorge del Río Salas
Drachen: 7. Platz

- Jorge Salas Chávez
Drachen: 7. Platz

- Emilio Homps
6-Meter-Klasse: Silber

- Rodolfo Rivademar
6-Meter-Klasse: Silber

- Rufino Rodríguez de la Torre
6-Meter-Klasse: Silber

- Julio Sieburger
6-Meter-Klasse: Silber

- Enrique Sieburger junior
6-Meter-Klasse: Silber

- Enrique Sieburger senior
6-Meter-Klasse: Silber

### Turnen
Männer
- Arturo Amos
Einzelmehrkampf: 89. Platz
Boden: 76. Platz
Pferdsprung: 77. Platz
Barren: 83. Platz
Reck: 85. Platz
Ringe: 106. Platz
Seitpferd: 97. Platz
Mannschaftsmehrkampf: 15. Platz

- Pedro Lonchibuco
Einzelmehrkampf: 102. Platz
Boden: 103. Platz
Pferdsprung: 102. Platz
Barren: 98. Platz
Reck: 104. Platz
Ringe: 83. Platz
Seitpferd: 105. Platz
Mannschaftsmehrkampf: 15. Platz

- Enrique Rapesta
Einzelmehrkampf: 106. Platz
Boden: 107. Platz
Pferdsprung: 111. Platz
Barren: 104. Platz
Reck: 97. Platz
Ringe: 97. Platz
Seitpferd: 100. Platz
Mannschaftsmehrkampf: 15. Platz

- César Bonoris
Einzelmehrkampf: 108. Platz
Boden: 112. Platz
Pferdsprung: 100. Platz
Barren: 96. Platz
Reck: 101. Platz
Ringe: 110. Platz
Seitpferd: 113. Platz
Mannschaftsmehrkampf: 15. Platz

- Jorge Soler
Einzelmehrkampf: 113. Platz
Boden: 110. Platz
Pferdsprung: 101. Platz
Barren: 112. Platz
Reck: 102. Platz
Ringe: 109. Platz
Seitpferd: 107. Platz
Mannschaftsmehrkampf: 15. Platz

- Roberto Núñez
Einzelmehrkampf: 115. Platz
Boden: 113. Platz
Pferdsprung: 109. Platz
Barren: 113. Platz
Reck: 116. Platz
Ringe: 113. Platz
Seitpferd: 117. Platz
Mannschaftsmehrkampf: 15. Platz

- Jorge Vidal
Einzelmehrkampf: 121. Platz
Pferdsprung: 120. Platz
Barren: 121. Platz
Reck: 120. Platz
Ringe: 121. Platz
Seitpferd: 119. Platz
Mannschaftsmehrkampf: 15. Platz

### Wasserball
- 9. Platz
Rubén Maidana
Ladislao Szabo
Hugo Prono
Osvaldo Codaro
Carlos Visentín
Marcelo Visentín
Anibál Filiberti